# Juillet 1986

## Événements
- Le baril de pétrole descend pour la première fois sous les 10 dollars. C'est le « contre-choc pétrolier » lié à l'ouverture des vannes effectué par l'Arabie saoudite.

- 1er juillet, Vatican : le pape Jean-Paul II entame une visite officielle d’une semaine en Colombie[1].
- 2 juillet, France : le ministère de l’Éducation annule la soutenance de thèse et l’attestation du titre de Docteur délivrée au négationniste Henri Roques[1].
- 4 juillet, France : premier vol à Istres du prototype de l’avion de combat Rafale.
- 5 juillet, tennis : la joueuse de tennis américaine d’origine tchèque Martina Navrátilová remporte le tournoi de Wimbledon.
- 6 juillet :
  - Formule 1 : victoire du britannique Nigel Mansell sur une Williams-Honda au Grand Prix automobile de France.
  - France : la Direction centrale de la police judiciaire lance un avis de recherche à l'encontre d'Yves Chalier (Affaire du carrefour du développement)[1].
  - tennis : le joueur de tennis allemand Boris Becker remporte le tournoi de Wimbledon.
- Philippines : échec d’un coup d’état visant à porter Arturo Tolentino (en) au pouvoir[1].
- 7 juillet :
  - Affaire du Rainbow Warrior : accord entre la France et la Nouvelle-Zélande pour le transfert sur l’atoll de Hao (Polynésie d’Alain Mafart et de Dominique Prieur, les « faux époux Turenge »[1].
  - Pays-Bas : le cargo britannique Olaf coule au large de l’île de Texel avec à son bord 3 455 tonnes de poussières contaminées[1].
  - Japon : le parti libéral-démocrate du Premier ministre du Japon Yasuhiro Nakasone triomphe aux élections législatives[1].
- 8 juillet
  - l’athlète soviétique Sergueï Bubka remporte à Moscou le concours des Goodwill Games et bat de nouveau son propre record du monde (6,01 mètres) du saut à la perche.
  - En Tunisie, le président Bourguiba destitue son premier ministre Mohamed Mzali.
  - Kurt Waldheim devient président de la République en Autriche.
- 10 juillet : 
  - France : Georges Ibrahim Abdallah, chef présumé de la Fraction armée révolutionnaire libanaise, est condamné à 4 ans de prison, pour détention d'armes et de faux papiers.
  - France : un attentat contre les locaux de la Brigade de répression du banditisme à Paris tuant 1 inspecteur et faisant 22 blessés est revendiqué par Action directe[1].
- 11 juillet : Loïc Caradec et Philippe Facque battent le Record de la traversée de l'Atlantique Nord à la voile sur Royale II en 7 jours, 21 heures et 5 minutes.
- 13 juillet, Formule 1 : le pilote automobile français Jacques Laffite est grièvement blessé au départ du Grand Prix automobile de Grande-Bretagne 1986 remporté par Nigel Mansell.
- 14 juillet :
  - France ; le président de la République François Mitterrand déclare qu’il ne signera pas l’ordonnance sur la privatisation de 65 entreprises du secteur public[1].
  - Espagne : attentat à la voiture piégée à Madrid imputé à l’ETA : douze gardes civils sont tués.
  - Belgique : un avion d’entraînement militaire Fouga Magister s’écrase à Overijse, tuant son pilote.
- 17 juillet : première expédition sous-marine pour l’exploration de l’Épave du Titanic au moyen du submersible américain Alvin (DSV-2)
- 19 juillet, France : un Avion bombardier d’eau Douglas DC-6B du Centre interrégional de coordination de la Sécurité civile de Marignane s’écrase lors d’une opération de lutte contre le feu près du Col du Perthus (4 morts).
- 21 juillet, Italie : Bettino Craxi est chargé de former un nouveau gouvernement.
- 22 juillet : 
  - le Roi du Maroc Hassan II reçoit le Premier ministre d'Israël Shimon Peres à Ifrane[1].
  - Royaume-Uni : La Chambre des communes adopte l’abolition des châtiments corporels à l’école[1].
- 23 juillet, Royaume-Uni : mariage du Prince Andrew et de Sarah Ferguson.
- 26 juillet - 2 aout, Chine : le 71e congrès mondial d’espéranto a lieu à Pékin. Il a pour thème « Intercompréhension, paix, évolution ».
- 27 juillet :
  - Greg LeMond est le premier coureur cycliste américain à remporter le Tour de France.
  - Formule 1 : le pilote automobile brésilien Nelson Piquet remporte le Grand prix d’Allemagne.
- 28 juillet, URSS : Mikhaïl Gorbatchev annonce un retrait prochain de six régiments soviétiques d’Afghanistan [1].
- 31 juillet :
  - France : l’Assemblée nationale et le Sénat adoptent la loi sur les privatisations [2].
  - Pologne : l'opposant politique Bogdan Lis est libéré[1].

## Naissances en juillet 1986
- 2 juillet : Lindsay Lohan, actrice américaine.
- 3 juillet : Sabrina Houssami, actrice et modèle australienne.
- 5 juillet : Laura Laune, humoriste, comédienne et musicienne belge ;
- 7 juillet  : David Coscas, vidéaste humoriste français et membre du groupe McFly et Carlito
- 8 juillet : Kenza Farah, chanteuse de R&B français.
- 11 juillet : Yoann Gourcuff, footballeur international français.
- 12 juillet : Simone Laudehr, footballeuse allemande.
- 13 juillet : Pierrick Lilliu, chanteur de pop rock français.
- 14 juillet : Pelagueïa, chanteuse russe († 15 juillet 2022).
- 17 juillet : Doryan-Emmanuel Rappaz, compositeur suisse.
- 21 juillet : Jex Blackmore, activiste américaine.
- 28 juillet : 
  - Alexandra Chando, actrice américaine.
  - Woynishet Girma, athlète éthiopienne.
  - Maxime Mermoz, joueur de rugby français.
  - Blandine Metala Epanga, lutteuse camerounaise.
- 29 juillet : Eléonore Darmon, violoniste française.
- 30 juillet : Nicolas Taccoen joueur français de basket-ball.

## Décès en juillet 1986
- 1er juillet : Jean Baratte, footballeur français (° 1923).
- 14 juillet : Raymond Loewy, designer français (° 5 novembre 1893).
- 19 juillet : André Lacaze, écrivain et résistant Français (° 19 novembre 1918).
- 24 juillet : Fritz Lipmann, Prix Nobel de Médecine (° 12 juin 1899).
- 24 juillet : Fernand Pouillon, architecte français (° 14 mai 1912).
- 27 juillet : Vincente Minnelli, cinéaste américain (° 28 février 1913).
- 29 juillet : David Cooper, Psychiatre sud-africain (° 1931).
- 31 juillet : Teddy Wilson, pianiste de jazz américain (° 24 novembre 1912).